# Sphaerulina sacchari
Sphaerulina sacchari är en lavart som beskrevs av Henn. 1905. Sphaerulina sacchari ingår i släktet Sphaerulina och familjen Mycosphaerellaceae.   Inga underarter finns listade i Catalogue of Life.